# محمد جعفر (لاعب كرة قدم بحريني)
محمد جعفر (10 نوفمبر 1989) لاعب كرة قدم بحريني يلعب حاليا لصالح نادي الدرجة الأولى المالكية البحريني في مركز المهاجم من 2007.